# Yên Thái, Văn Yên
Yên Thái là một xã thuộc huyện Văn Yên, tỉnh Yên Bái, Việt Nam.

## Địa lý
Xã Yên Thái nằm ở phía đông huyện Văn Yên, có vị trí địa lý:
- Phía đông giáp huyện Yên Bình
- Phía tây giáp thị trấn Mậu A và xã Ngòi A
- Phía nam giáp huyện Trấn Yên và xã Xuân Ái
- Phía bắc giáp huyện Yên Bình.

Xã Yên Thái có diện tích 45,09 km², dân số năm 2019 là 4.724 người, mật độ dân số đạt 105 người/km².

## Lịch sử
Địa bàn xã Yên Thái hiện nay trước đây vốn là hai xã Yên Hưng và Yên Thái thuộc huyện Văn Yên.
Ngày 16 tháng 12 năm 1964, Chính phủ ban hành Quyết định số 177-CP về việc thành lập huyện Văn Yên và điều chỉnh xã Yên Thành thuộc huyện Trấn Yên về huyện Văn Yên quản lý.
Ngày 3 tháng 4 năm 1965, Bộ Nội vụ ra Quyết định số 125 đổi tên xã Yên Thành thành xã Yên Thái.
Trước khi sáp nhập, xã Yên Hưng có diện tích 10,76 km², dân số là 1.987 người, mật độ dân số đạt 185 người/km², xã Yên Thái có diện tích 34,33 km², dân số là 2.737 người, mật độ dân số đạt 80 người/km².
Ngày 10 tháng 1 năm 2020, Ủy ban Thường vụ Quốc hội ban hành Nghị quyết số 871/NQ-UBTVQH14 về việc sắp xếp các đơn vị hành chính cấp huyện, cấp xã thuộc tỉnh Yên Bái (nghị quyết có hiệu lực từ ngày 1 tháng 2 năm 2020). Theo đó, sáp nhập toàn bộ diện tích và dân số của xã Yên Hưng vào xã Yên Thái.